# Klaus-Peter Kiser
Klaus-Peter Kiser (ur. ok. 1959) – niemiecki oficer.

## Życiorys
Jako niemiecki wojskowy od 1995 przez 20 lat służył na terenie Polski, w charakterze oficera w ramach kadry instruktorskiej, jako attaché wojskowy przy ambasadzie Niemiec w Polsce do 2013 oraz naczelnik wydziału w Centrum Szkolenia Sił Połączonych (JFTC) w Bydgoszczy. W 2016 został przeniesiony do służby strategicznej w Kolonii.

## Odznaczenia
- Krzyż Kawalerski Orderu Zasługi Rzeczypospolitej Polskiej (2016)[5]
- Złoty Medal Wojska Polskiego (2013)